# اولتونا (اوپسالا)
اولتونا (به سوئدی: Ultuna) یک منطقهٔ مسکونی در سوئد است که در بخش اوپسالا واقع شده‌است. اولتونا ۱٫۲ کیلومتر مربع مساحت و ۴۴۹ نفر جمعیت دارد.